# Елітна хокейна ліга (Норвегія)
Елітна хокейна ліга (норв. Elitehockeyligaen)  — елітна хокейна ліга Норвегії. Утворена у 1935 році. У чемпіонаті змагаються 10 команд.

## Історія
З сезону 2023–24 ліга змінила назву із спонсорської ГЕТ-Ліга на Елітна хокейна ліга.

## Формат змагань
Регулярний сезон
Кожна команда грає 45 матчів — по 5 матчів з кожною командою ліги. У разі нічиєї в основний час грається 5-хвилинний овертайм до першої забитої шайби. Якщо ж і овертайм не виявить переможця, то проводиться серія булітів.
Нарахування очок
Перемога в основний час — 3 очки, перемога в овертаймі — 2 очки, програш в овертаймі — 1 очко. Місце команди в турнірній таблиці визначається кількістю набраних очок. У разі рівності очок вище ставиться команда з найкращою різницею забитих і пропущених шайб. У разі рівності цього показника, вище ставиться команда з великою кількістю забитих шайб.
Плей-оф
У плей-оф клуби грають серію матчів до чотирьох перемог.

## Клуби
| Команда            | Місто       | Арена           | Місткість |
| ------------------ | ----------- | --------------- | --------- |
| «Волеренга»        | Осло        | Йордал Амфі     | 4,450     |
| «Комет»            | Галден      | Галден Арена    | 1,200     |
| «Ліллегаммер»      | Ліллегаммер | Крістінс Холл   | 3,194     |
| «Леренскуг» ІК     | Леренскуг   | Леренскуг       | 2,400     |
| «Нарвік»           | Нарвік      | Нордкрафт Арена | 1,000     |
| «Спарта»           | Сарпсборг   | Спарта Амфі     | 3,450     |
| «Ставангер Ойлерс» | Ставангер   | ДНБ Арена       | 4,377     |
| «Стьєрнен»         | Фредрікстад | Стернгаллен     | 2,473     |
| «Сторгамар»        | Гамар       | CC Амфі         | 6,091     |
| «Фріск»            | Аскер       | Аскергаллен     | 2,400     |

## Переможці
- 1935 : «Трюгг» (Осло)
- 1936 : «Гране»
- 1937 : «Гране»
- 1938 : «Трюгг» (Осло)
- 1939 : «Гране»
- 1940 : «Гране»
- 1941–1945 : Не грали
- 1946 : «Форвард» (Осло)
- 1947 : «Стабек»
- 1948 : «Стронг»
- 1949 : «Фурусет» (Осло)
- 1950 : «Гамблебюен» (Осло)
- 1951 : «Фурусет» (Осло)
- 1952 : «Фурусет» (Осло)
- 1953 : «Гамблебюен» (Осло)
- 1954 : «Фурусет» (Осло)
- 1955 : «Гамблебюен» (Осло)
- 1956 : «Гамблебюен» (Осло)
- 1957 : «Тігрене» (Осло)
- 1958 : «Гамблебюен» (Осло)
- 1959 : «Гамблебюен» (Осло)
- 1960 : «Волеренга» (Осло)
- 1961 : «Тігрене» (Осло)
- 1962 : «Волеренга» (Осло)
- 1963 : «Волеренга» (Осло)
- 1964 : «Гамблебюен» (Осло)
- 1965 : «Волеренга» (Осло)
- 1966 : «Волеренга» (Осло)
- 1967 : «Волеренга» (Осло)
- 1968 : «Волеренга» (Осло)
- 1969 : «Волеренга» (Осло)
- 1970 : «Волеренга» (Осло)
- 1971 : «Волеренга» (Осло)
- 1972 : «Хаслам-Лерен» (Осло)
- 1973 : «Волеренга» (Осло)
- 1974 : «Хаслам-Лерен» (Осло)
- 1975 : «Фріск» (Аскер)
- 1976 : «Хаслам-Лерен» (Осло)
- 1977 : «Манглеруд Стар» (Осло)
- 1978 : «Манглеруд Стар» (Осло)
- 1979 : «Фріск» (Аскер)
- 1980 : «Фурусет» (Осло)
- 1981 : «Стьєрнен»
- 1982 : «Волеренга» (Осло)
- 1983 : «Фурусет» (Осло)
- 1984 : «Спарта»
- 1985 : «Волеренга» (Осло)
- 1986 : «Стьєрнен»
- 1987 : «Волеренга» (Осло)
- 1988 : «Волеренга» (Осло)
- 1989 : «Спарта»
- 1990 : «Фурусет» (Осло)
- 1991 : «Волеренга» (Осло)
- 1992 : «Волеренга» (Осло)
- 1993 : «Волеренга» (Осло)
- 1994 : «Ліллегаммер» ІК
- 1995 : «Сторгамар»
- 1996 : «Сторгамар»
- 1997 : «Сторгамар»
- 1998 : «Волеренга» (Осло)
- 1999 : «Волеренга» (Осло)
- 2000 : «Сторгамар Дрегонс»
- 2001 : «Волеренга» (Осло)
- 2002 : «Фріск»
- 2003 : «Волеренга» (Осло)
- 2004 : «Сторгамар Дрегонс»
- 2005 : «Волеренга» (Осло)
- 2006 : «Волеренга» (Осло)
- 2007 : «Волеренга» (Осло)
- 2008 : «Сторгамар Дрегонс»
- 2009 : «Волеренга» (Осло)
- 2010 : «Ставангер Ойлерс»
- 2011 : «Спарта»
- 2012 : «Ставангер Ойлерс»
- 2013 : «Ставангер Ойлерс»
- 2014 : «Ставангер Ойлерс»
- 2015 : «Ставангер Ойлерс»
- 2016 : «Ставангер Ойлерс»
- 2017 : «Ставангер Ойлерс»
- 2018 : «Сторгамар»
- 2019 : «Фріск»
- 2020 : чемпіонат не дограли через пандемію COVID-19
- 2021 : чемпіонат не дограли через пандемію COVID-19
- 2022 : «Ставангер Ойлерс»
- 2023 : «Ставангер Ойлерс»
- 2024 : «Сторгамар»
- 2025 : «Сторгамар»

## Зведена таблиця переможців
| Титули | Команда                 | Рік |
| ------ | ----------------------- | --- |
| 26     | «Волеренга» (Осло)      | 1960, 1962, 1963, 1965, 1966, 1967, 1968, 1969, 1970, 1971, 1973, 1982, 1985, 1987, 1988, 1991, 1992, 1993, 1998, 1999, 2001, 2003, 2005, 2006, 2007, 2009 |
| 9      | «Ставангер Ойлерс»      | 2010, 2012, 2013, 2014, 2015, 2016, 2017, 2022, 2023 |
| 9      | «Сторгамар»             | 1995, 1996, 1997, 2000, 2004, 2008, 2018, 2024, 2025 |
| 7      | «Фурусет» (Осло)        | 1949, 1951, 1952, 1954, 1980, 1983, 1990 |
| 7      | «Гамблебюен» (Осло)     | 1950, 1953, 1955, 1956, 1958, 1959, 1964 |
| 4      | «Гране»                 | 1936, 1937, 1939, 1940 |
| 4      | «Фріск»                 | 1975, 1979, 2002, 2019 |
| 3      | «Хаслам-Лерен» (Осло)   | 1972, 1974, 1976 |
| 3      | «Спарта»                | 1984, 1989, 2011 |
| 2      | «Манглеруд Стар» (Осло) | 1977, 1978 |
| 2      | «Стьєрнен»              | 1981, 1986 |
| 2      | «Тігрене» (Осло)        | 1957, 1961 |
| 2      | «Трюгг» (Осло)          | 1935, 1938 |
| 1      | «Форвард» (Осло)        | 1946 |
| 1      | «Ліллегаммер» ІК        | 1994 |
| 1      | «Стабек»                | 1947 |
| 1      | «Стронг»                | 1948 |